# Taras Kuščynskyj
Taras Kuščynskyj (25. května 1932 Praha – 27. prosince 1983 Praha) byl český fotograf. Věnoval se zejména reklamní a portrétní fotografii a fotografování aktů.

## Životopis
Narodil se 25. května 1932 v Praze ukrajinským rodičům Antonovi Kuščynskému a jeho ženě Zinajdě, kteří v roce 1919 prchli před bolševiky z Kremenčuku do Československa. Rané dětství prožil na Podkarpatské Rusi, kde jeho rodiče od roku 1933 působili jako učitelé. Na počátku druhé světové války se matka se synem vrátili do Prahy, otec rodinu opustil. V Praze je k sobě přijal ukrajinský emigrant Vyrovyj, od nějž dostal Taras i první fotoaparát a který v roce 1945 spáchal sebevraždu v hrozbě odvlečení zpět do Ruska. Po gymnáziu Taras Kuščynskyj studoval architekturu na ČVUT v Praze. Po dokončení studia v roce 1961 pracoval jako projektant, od roku 1966 působil jako fotograf na volné noze.
Svou první samostatnou výstavu uspořádal v Hořicích v roce 1963. Vystavoval nejen doma, ale i v zahraničí (1967 – Nizozemí, 1971 – Rakousko, 1973 – Japonsko). Hlavním tématem jeho fotografií je žena. Fotografoval ve volné přírodě, odmítal umělé osvětlení a speciální vybavení. Věnoval se i krajinářské fotografii, zejména vysokohorské. Vytvořil též řadu portrétů osobností kultury (např. Jan Werich, Jiří Suchý, Jan Zrzavý, Bohumil Hrabal, Pavel Bobek, Hana Hegerová aj.).
Taras Kuščynskyj umřel 27. prosince 1983 ve svém domě v Praze na rakovinu, se kterou bojoval poslední dva roky života.

## Poštovní známka
Česká pošta vydala 8. listopadu 2017 příležitostnou poštovní známku z cyklu Umění na známkách věnovanou Tarasovi Kuščynskému. Předlohou známky byla fotografie s názvem Schoulená z roku 1972 a Kuščynskyj za ni získal bronz v soutěži Fédération Internationale de l'Art Photographique v roce 1974 v kategorii černobílá fotografie. Modelka Dana Vašátková (Pitchon), kterou fotografoval Kuščynskyj v kapradí na zahradě chaty v Dobřichovicích, se později provdala do USA.

## Život v datech
- 1947 – první fotografie, námětem vysokohorská krajina
- 1954 – v souboru lidových tanců při studiu na vysoké škole poznal svou budoucí ženu Alenu
- 1955 – uzavřel sňatek s Alenou, narodila se jim první dcera Zina
- 1960 – narodila se druhá dcera – Radka
- 1961 – ukončil studia na fakultě architektury ČVUT a vstupuje do zaměstnání jako inženýr projektant
- 1963 – narodila se třetí dcera Halka, první samostatná výstava v Hořicích v Podkrkonoší, první samostatná výstava v Praze v Malostranské záložně
- 1966 – začal pracovat jako nezávislý fotograf při ČFVU
- 1967 – první samostatná výstava v zahraničí – Laren Blaricum Holandsko
- Začátek 70. let – koupila rodina chalupu u Zruče nad Sázavou, kde v okolní přírodě vznikla většina jeho nejznámějších aktů
- 1973 – na žádost firmy AP vystavoval v Pentax Gallery v Tokiu v Japonsku
- 1976 – stal se členem a spoluzakladatelem skupiny Setkání
- 1983 – poslední výstava v Praze ve výstavní síni Fotochemy v rámci Interkamery, poslední výstava (35.) za jeho života v Muzeu ukrajinské kultury – Svidník

## Životní motto
Fotografovat znamená pro mne žít.

Chci vytvářet krásu.

Chci zobrazovat život.

Jeho nositelkou je žena.

Ona je prostředníkem mého sebepřiznání, její ruce, vlasy, tvář.

Hledám a čekám na vzácné okamžiky, kdy v očích ženy je věčnost.

Světlo je mým stavebním materiálem.

Zhmotňuji ho a vytvářím prostor klidu.